# Ringingen (Burladingen)
Ringingen ist ein Dorf auf der Schwäbischen Alb in Baden-Württemberg. Es liegt 793 m ü. NHN (Rathaus) und hat 972 Einwohner (Stand 31. Dezember 2024). Ringingen gehört seit 1974 zur Stadt Burladingen. Es liegt fünf Kilometer nördlich davon.

## Geschichte
Die Abtei Reichenau erhielt im Jahr 799 Besitz in Ringingen. Die Herren von Ringingen besaßen im 12. Jahrhundert eine Burg auf dem Nähberg, von der noch der Bergfried erhalten ist. Die Herren von Ringingen waren Ministeriale der Herren von Neuffen. Im 14. Jahrhundert saß hier ein Zweig der Truchesessen von Urach, der sich ebenfalls nach Ringingen benannte. Burg und Dorf gehörte um 1400 Heinrich von Killer gen. Affenschmalz. Danach folgte als Grundherr die Familie Schwelher von Wielandstein, deren Nachkommen in der Mitte des 15. Jahrhunderts den Ort in vier Besitzungen aufteilte. Ende des 16. Jahrhunderts kam durch Gebietsaustausch der gesamte Ort zur Herrschaft Trochtelfingen und teilte ihre Geschichte.   
Ringingen hatte 1695 450, 1750 616 und 1840 754 Einwohner. Durch Auswanderung im 19. Jahrhundert ging die Einwohnerzahl bis 1919 auf 609 zurück.
Ringingen wurde am 1. Januar 1974 nach Burladingen eingemeindet.

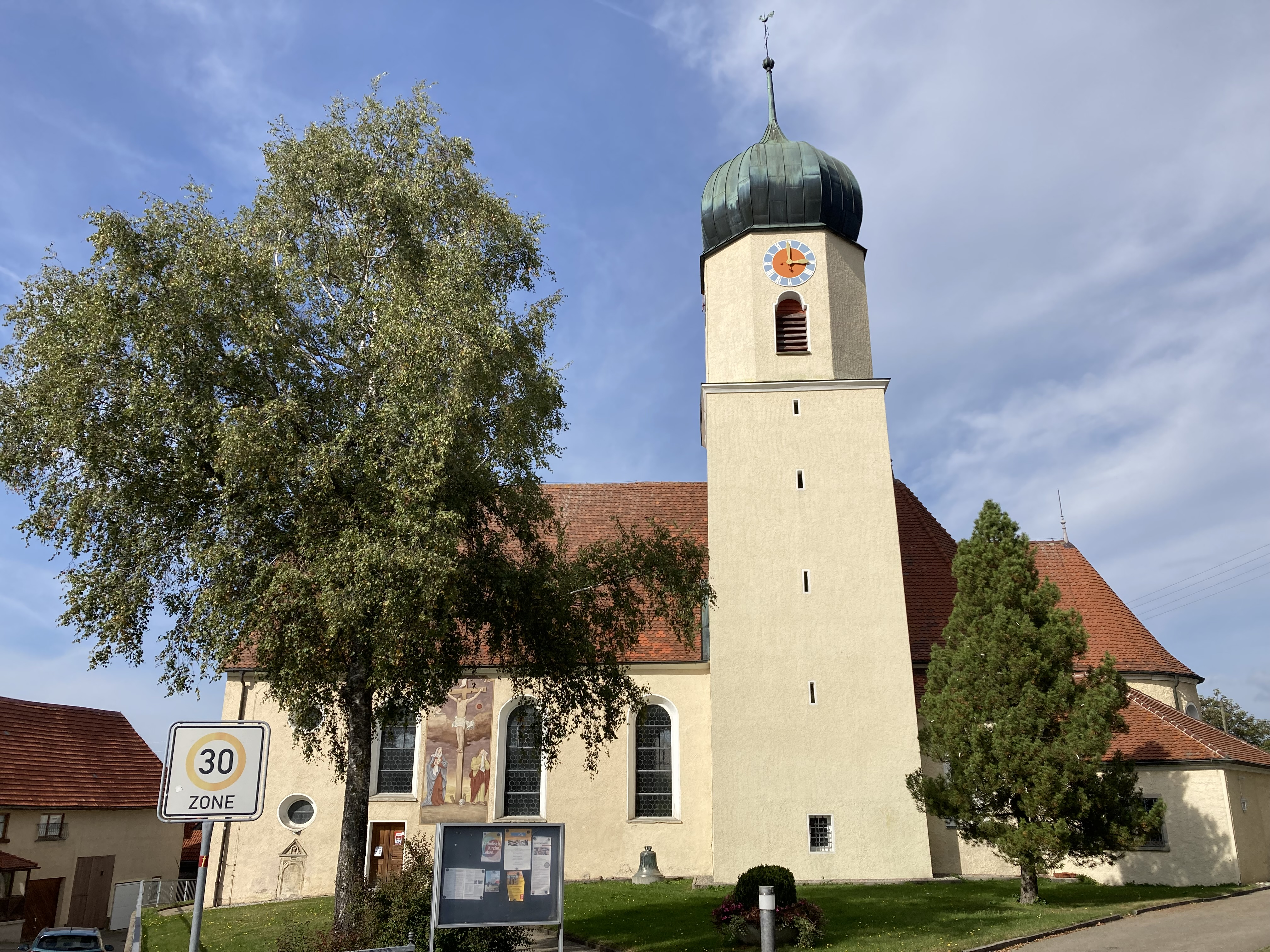
St. Martin, Ringingen

## Persönlichkeiten
- Nikolaus Maier (1891–1977), in Ringingen geborener römisch-katholischer Pfarrer und Heimatforscher
- Johann Adam Kraus (1904–1992), in Ringingen geborener römisch-katholischer Pfarrer, hohenzollerischer Heimatforscher und Erzbischöflicher Archivar